# Palmenstrand von Preveli

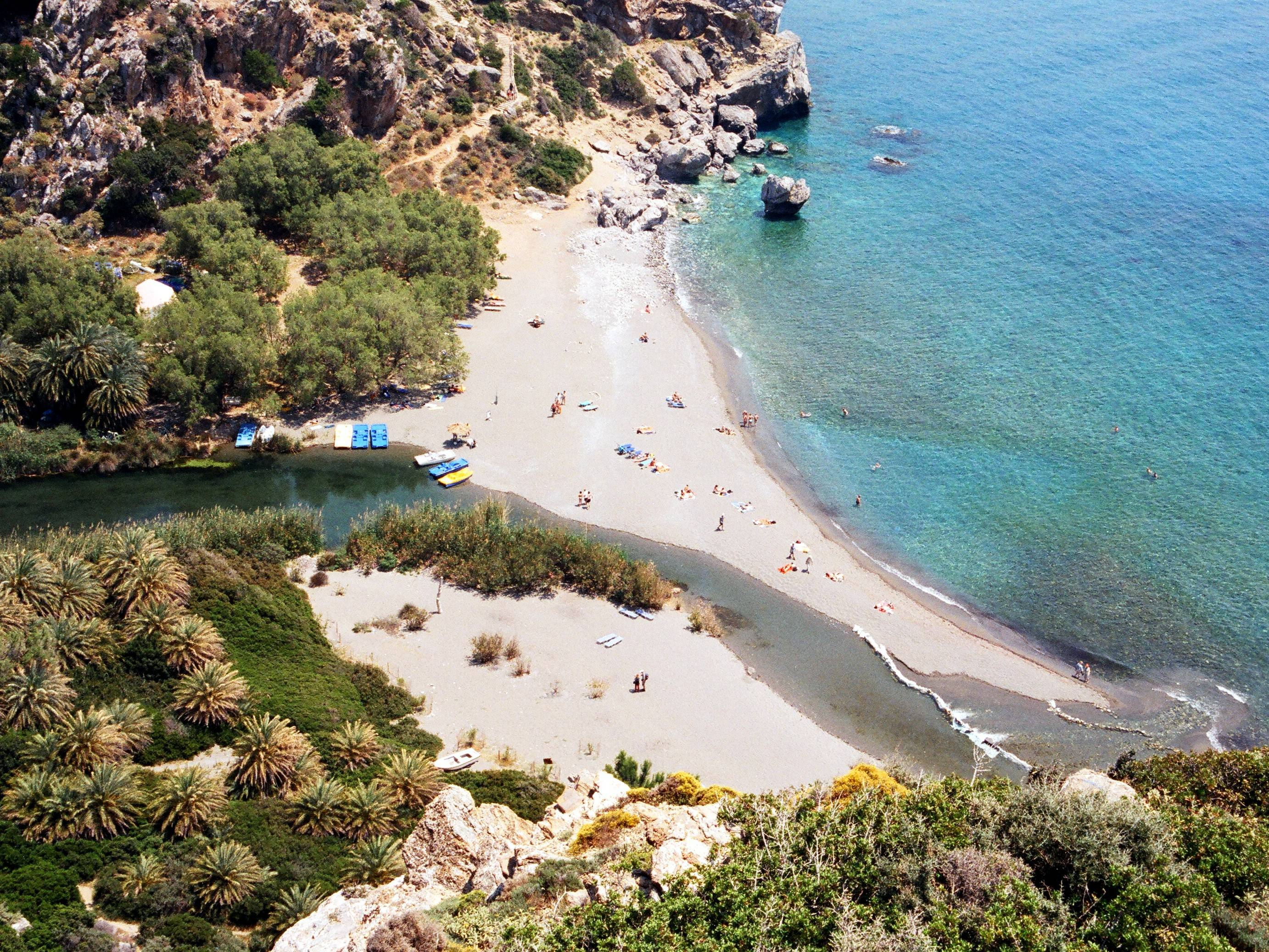
Palmenstrand von Preveli

Der Palmenstrand von Preveli (griechisch Φοινικόδασος της Πρέβελης Finikodasos tis Prevelis) ist ein von Palmen gesäumter Sandstrand an der Südküste der griechischen Mittelmeerinsel Kreta. Er liegt in der Gemeinde Agios Vasilios des Regionalbezirks Rethymno, unweit des Klosters Moni Preveli, dessen Name auf ihn übergegangen ist.
Hinter dem Strand bildet der Megalopotamos, ein aus dem Kouroupa-Gebirge kommender auch Kourtaliotis genannter Bergbach, den kleinen Teich oder See von Preveli (Λίμνη Πρέβελη Limni Preveli), der sich bis in die dahinter befindliche Schlucht hineinzieht. Wie am Strand von Vai im Osten Kretas bildet in dieser Schlucht die Kretische Dattelpalme (Phoenix theophrasti) einen natürlichen Palmenhain.

## Geografische Lage

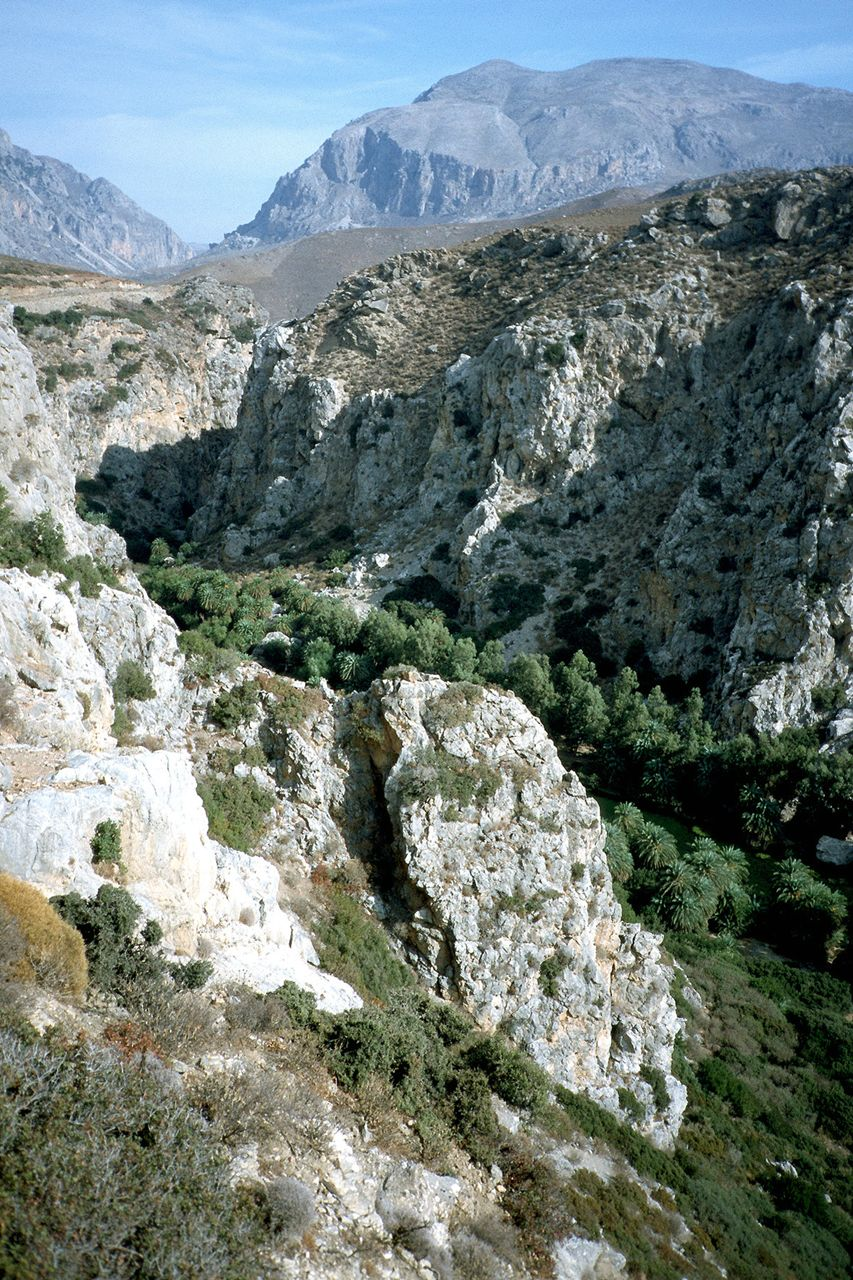
Schlucht von Preveli

Der Palmenstrand von Preveli befindet sich an einer kleinen Bucht des Libyschen Meeres, 23 Kilometer südlich der an der Nordküste Kretas liegenden Präfekturhauptstadt Rethymno und 8,5 Kilometer südöstlich von Plakias, dem Sitz des Gemeindebezirks Finikas an der Bucht von Plakias. Er bildet den südlichen Endpunkt der etwa zwei Kilometer langen Schlucht von Preveli, die der Megalopotamos über Jahrmillionen bis zu seiner Mündung am Palmenstrand in den Fels geschnitten hat. Nördlich dieser Schlucht schließt eine hügelige Ebene an, bevor ab vier Kilometer Entfernung vom Meer das Kouroupa-Massiv bis auf eine Höhe von 983 Metern ansteigt, nur unterbrochen von der Kourtaliotiko- und der Frati-Schlucht, aus denen der Megalopotamos und sein östlicher Zufluss, der Bourtzoukos oder Kissamos, Richtung Südküste streben.

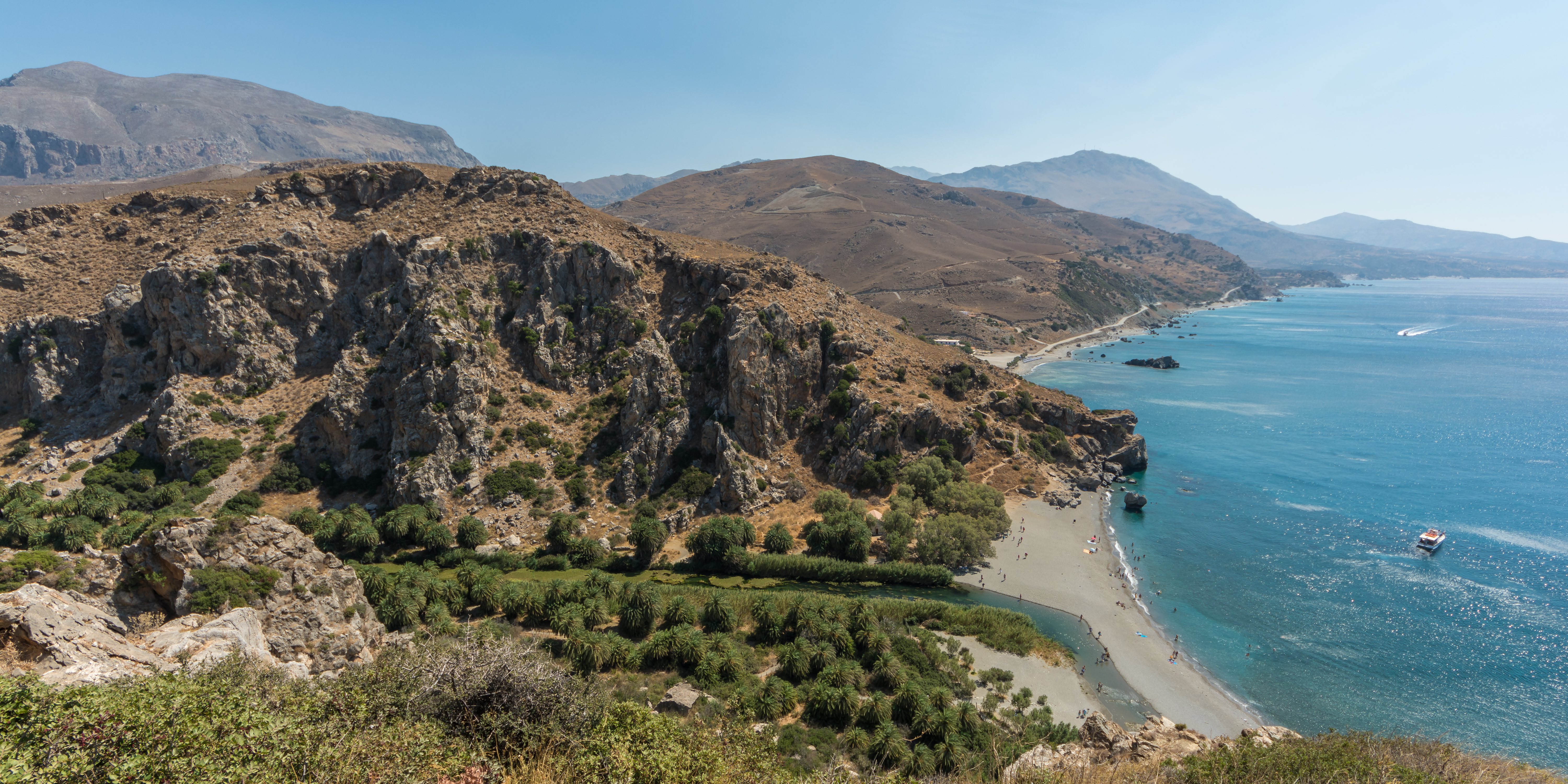
Küstenabschnitt bei Preveli

Am Libyschen Meer wird der Palmenstrand beidseitig durch die bis fast ans Wasser reichenden Ausläufer der die Preveli-Schlucht begrenzenden Felsmassive von den benachbarten Küstenabschnitten abgeschirmt. Die nächstgelegenen Meereszugänge sind östlich der 400 Meter entfernte Strand Drymiskiano Ammoudi, im Westen die schon fünf Kilometer entfernte Bucht von Schinaria. Oberhalb der Felsküste in Richtung Schinaria stehen auf 170 Meter Höhe über dem Meeresspiegel die Gebäude des Klosters Piso Moni Preveli. Von der Mündung des Megalopotamos ist das Kloster 1,5 Kilometer entfernt. Durch ein aufwendiges Kanalsystem, ausgehend vom südlichen Ausgang der Kourtaliotiko-Schlucht, konnten sich indessen die Bewohner des Klosters das Wasser des Bergbaches nutzbar machen.

## Beschreibung

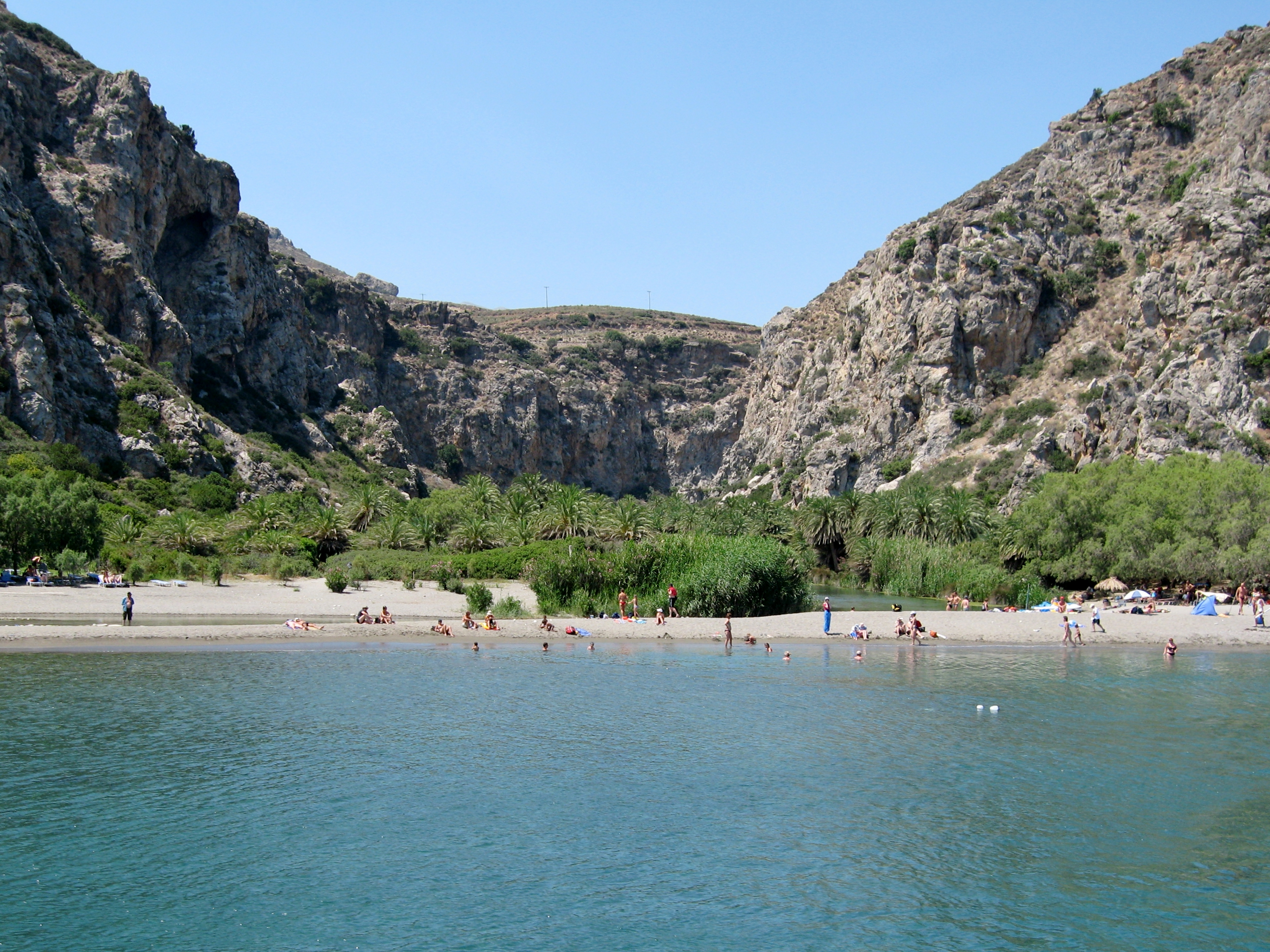
Blick von der offenen See

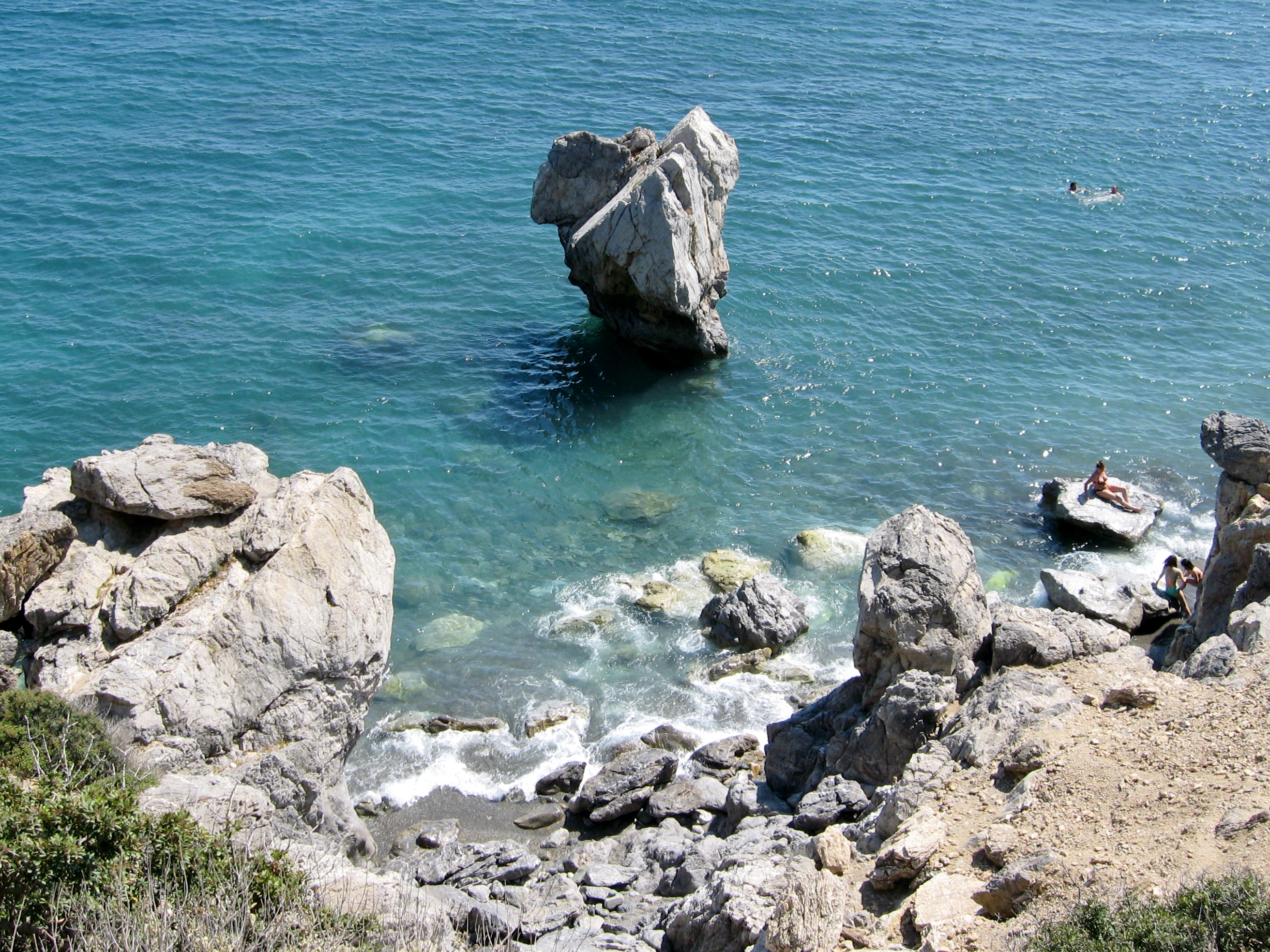
Pilzförmiger Felsen Viglatoras

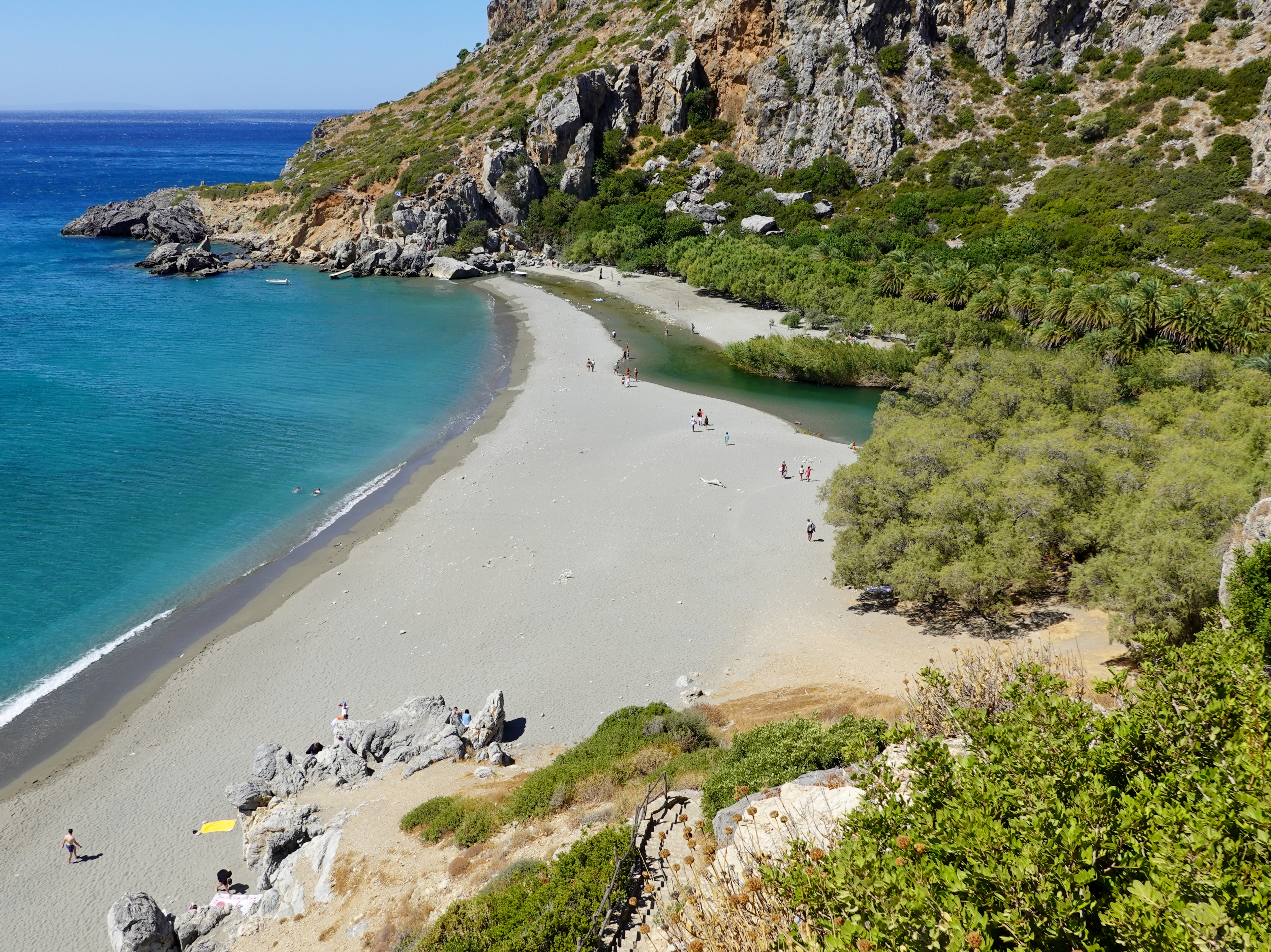
Mündung des Megalopotamos

Die Mündung und die untere Schlucht des Megalopotamos gehören zum Besitz des Klosters Moni Preveli, weshalb der Name „Preveli“ sowohl für den Strand wie auch die Schlucht verwandt wird. Die Bereiche werden durch das Kloster jedoch nicht genutzt. Nordwestlich oberhalb der Schlucht befinden sich die Ruinen des alten Klosters Kato Moni Preveli, das Anfang des 19. Jahrhunderts bei einem Aufstand gegen die Türkenherrschaft niedergebrannt wurde. An der Mündung, zwischen den Bäumen des Ostufers hinter dem Strand, steht die nicht mehr genutzte Kapelle Agios Savvas aus dem 14. bis 15. Jahrhundert.
Ab ungefähr 400 Meter vor der Mündung erweitert sich der Megalopotamos zu einem lagunenhaften kleinen See, dem Limni Preveli. Die etwa 15.000 m² große Wasserfläche entstand durch den hier nur noch sehr flachen Verlauf des Baches und ständigen Sandanschwemmungen am Meer, die ihn vor dem Strand anstauen. Die Ufer sind gesäumt von Schilf, blütenreichen Oleanderbüschen, Mastixsträuchern, Eukalyptus und dem die Mündung kennzeichnenden Palmenwald der Kretischen Dattelpalme. Unmittelbar vor dem Meeresufer spenden neben Palmen viele Tamarisken Schatten, unter denen Liegen für die Strandgäste angeboten werden. Der gesamte Bereich ist ein stark bedrohtes Biotop, dessen empfindliche Flora und Fauna dem Massenansturm der Touristen im Sommerhalbjahr kaum noch gewachsen ist.
Der Palmenstrand von Preveli hat eine ungefähre Länge von 210 Meter in annähernd Ost-West-Ausrichtung, dabei ist er bis zu 50 Meter breit. Der Sand hat eine etwas dunkle, graue Färbung. Da der Strand, ausgenommen im Winter, viele Besucher anlockt und einige Einheimische sich ihren Unterhalt mit dem Verleih von Tretbooten auf dem „See“ verdienen, sind diese oftmals damit beschäftigt, den Staueffekt am Mündungsbereich durch Sandarbeiten zu verstärken. Zu den Seiten hin wird der Strand steiniger und geht in die begrenzenden Felsen über. An der Ostseite ragt dabei ein einzeln stehender, pilzförmiger Felsblock aus dem ihn umspülenden seichten Meerwasser.
Auf der westlichen Seite des Megalopotamos steht hinter dem Strand unter den Palmen eine kleine Taverne. Eine Brücke über den Bach gibt es im Mündungsbereich nicht. Man muss ihn durchwaten, um ans andere Ufer zu gelangen. Der Abfluss des Baches ins Libysche Meer befindet sich an den Felsen der westlichen Strandseite. Im hinteren Bereich des Strandes, am östlichen Ufer des Sees von Preveli, kampieren auch heute noch einige Aussteiger, die besonders in den 1970er und 1980er Jahren in kleinen Hütten lebend den gesamten abgelegenen Strand beherrschten. Seit Mitte der 1990er Jahre das Gebiet um den Strand und die Schlucht zum Naturschutzgebiet erklärt wurden, ist das Campen in diesem Bereich strengstens untersagt. Kontrollen sind allerdings selten.

## Waldbrand

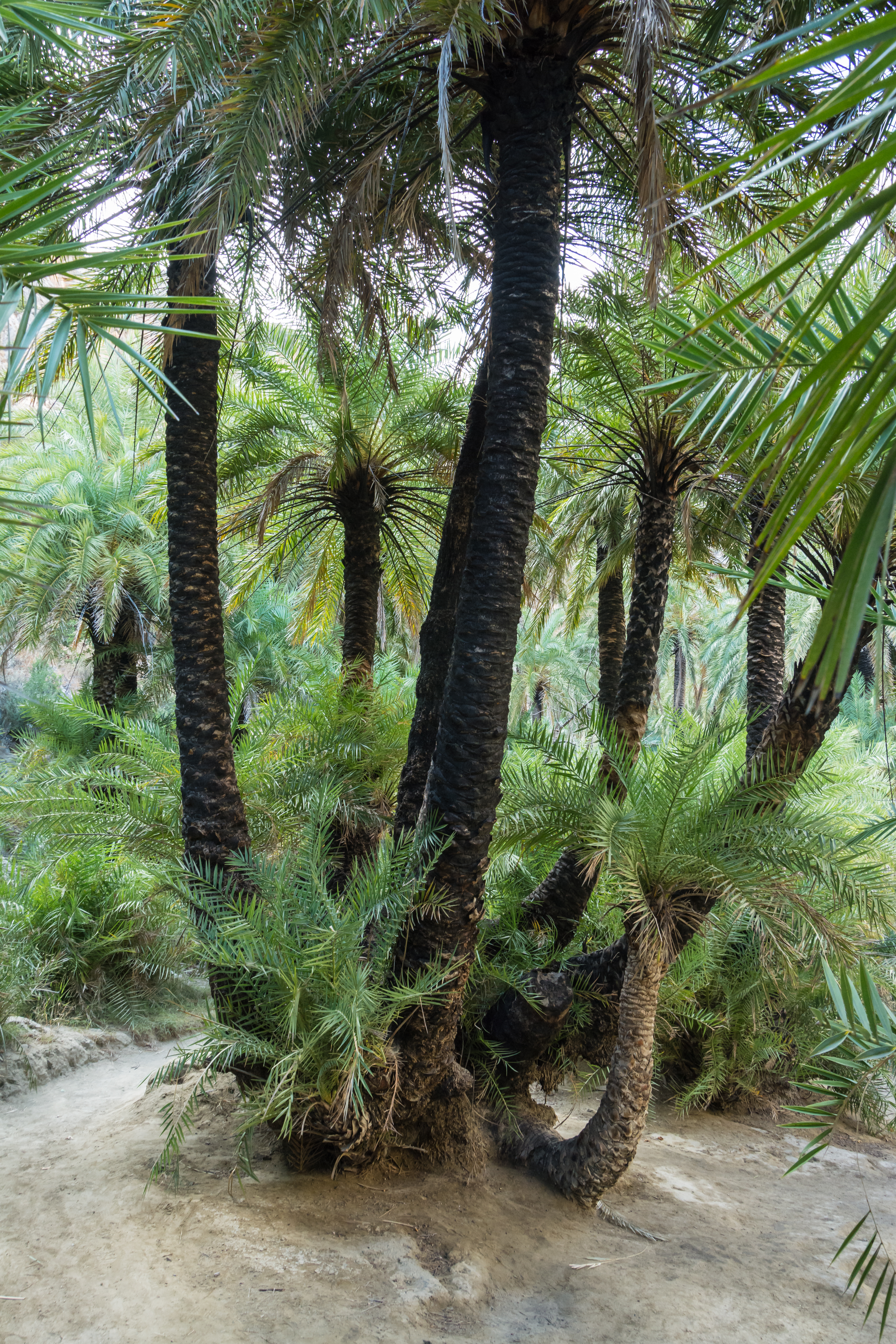
Bäume im Palmenhain vier Jahre nach dem Brand

Vom 21. zum 22. August 2010 kam es zu einem Waldbrand in der Schlucht hinter dem Strand, bei dem der Palmenhain zu großen Teilen niederbrannte. Der lokale Vertreter der Umweltschutzorganisation WWF, Kaloust Paragamian, gab an, dass etwa 70 Prozent der Bäume noch lebe. Es sei jedoch davon auszugehen, dass sich der Baumbestand erst in 20 bis 30 Jahren von dem Feuer erhole. Dennoch meldete das griechische Umweltministerium am 1. April 2011, dass sich der Palmenbestand praktisch komplett erholt habe und alle Palmen ausgeschlagen hätten.

## Archäologie
Im Frühsommer 2009 wurden an den westlichen Hängen der Preveli-Schlucht von einem amerikanischen Archäologenteam Steinwerkzeuge gefunden, deren älteste Exemplare auf ein Alter von 130.000 Jahren datiert wurden. Überreste der Ersteller der zu Schab- und Spaltwerkzeug bearbeiteten Artefakte wurden nicht gefunden, daher sind Rückschlüsse auf deren Art (Neandertaler oder früher anatomisch moderner Mensch) nicht möglich. Da Kreta zu keiner in Frage kommenden Zeit eine Verbindung zum Festland hatte, kommt diese Entdeckung einer wissenschaftlichen Sensation gleich: Die Hersteller der Werkzeuge müssen über den Seeweg auf die Insel gelangt sein.

## Zugänge

### Zu Fuß
Viele Jahre lang erreichte man den Strand nur über einen gefährlich zu begehenden Pfad über die Felsen der Westseite, der inzwischen ausgebaut und abgesichert wurde. Oberhalb der Schlucht in Richtung des hinteren Klosters Piso Moni Preveli wurde unweit der Straße ein Parkplatz angelegt. Auf halbem Weg zum Strand befindet sich ein kleiner Rastplatz, der einen Blick über die gesamte Bucht und den unteren Bereich der Schlucht von Preveli gewährt.
Der heute leichtere Weg führt über die Klippen der Ostseite vom Nachbarstrand Drimiskiano Ammoudi aus. Allerdings ist die Anfahrt dorthin beschwerlicher. Von der Straße nach Piso Moni Preveli zweigt oberhalb der Schlucht von Preveli an der Großen Brücke, dem neben dem dortigen Damm einzigen künstlichen Übergang über den Megalopotamos, eine Straße ab, die im weiteren Verlauf unbefestigt in Richtung Drimiskos und Drimiskiano Ammoudi führt.

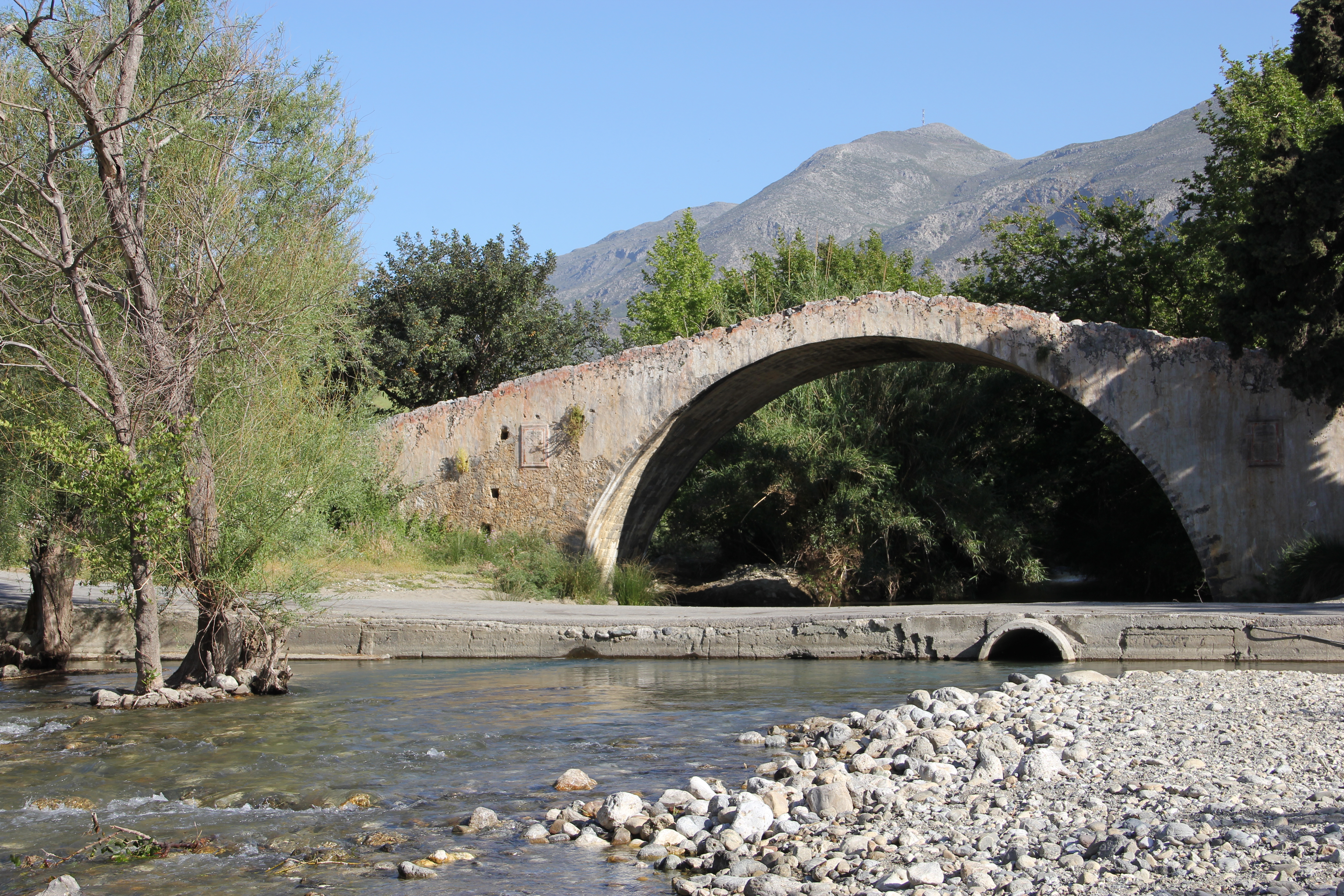
Venezianische Brücke

An der auch Venezianische Brücke genannten Großen Brücke (diese wurde 1852 unter der türkischen Besetzung errichtet) beginnt an einer Taverne ein knapp dreistündiger beschaulicher Rundwanderweg. Dieser führt in einiger Entfernung zunächst ein Stück östlich des Megalopotamos eine Anhöhe hinauf und von dort hinab zum Strand. Der Rückweg zur Brücke folgt dann einem aussichtsreichen Pfad hoch über dem Westufer, von dem sich spektakuläre Tiefblicke in die Schlucht ergeben.     
Der beschwerlichste Weg zum Palmenstrand ist der durch die Schlucht von Preveli. Obwohl auf vielen Karten als Wanderweg eingezeichnet, ist er nur kletter- und schwimmfreudigen Wanderern zuzumuten. In der Schlucht sind einige Engpässe zu überwinden, die durch größere Felsblöcke und angestaute Wasserbecken versperrt sind.

### Mit dem Schiff

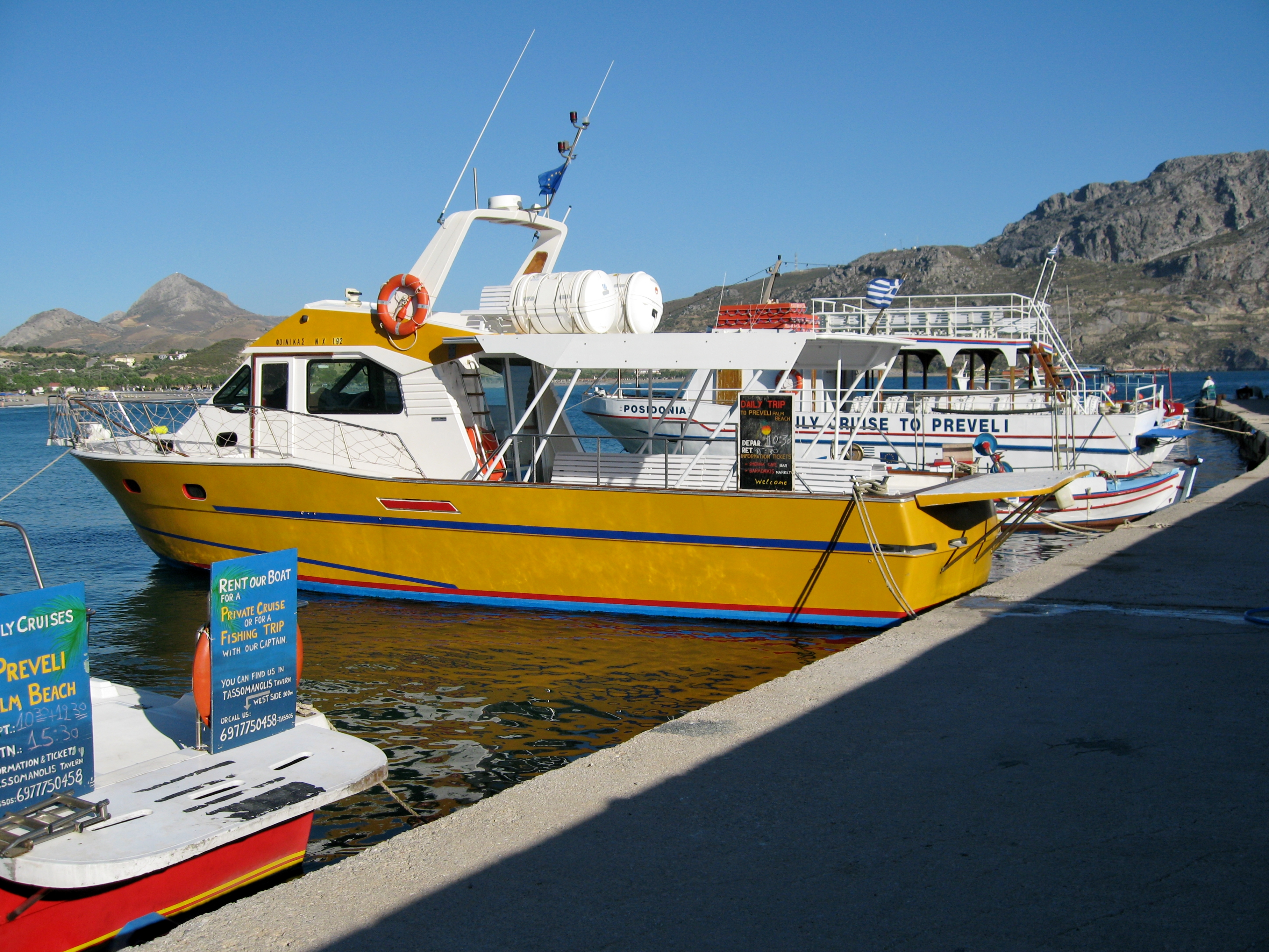
Ausflugsboote in Plakias

Ausflugsboote von Plakias und Agia Galini bringen viele Tagesausflügler zum Palmenstrand, so dass dieser in der Saison immer recht gut besucht ist. Die Boote von Plakias nehmen auch am Steg der Damnoni-Bucht Passagiere auf. Am Strand von Preveli werden die Besucher auf mitgeführten Gangways von den Schiffen abgesetzt, da dort kein Landungssteg vorhanden ist.